# Pepsis
Pour les articles homonymes, voir Pepsi (homonymie).
Genre
Pepsis (ou les guêpes Pepsis) est un genre d'insectes hyménoptères, de la famille des Pompilidae (guêpes chasseuses d'araignées).
Les espèces de ce groupe sont connues pour être classées à la deuxième plus grande valeur dans l'index Schmidt de pénibilité des piqûres d'hyménoptères (Justin O. Schmidt Pain Index), créé par Justin O. Schmidt.

## Description
La taille de cette guêpe peut aller jusqu'à 5 centimètres pour certains spécimens. Leur corps est complètement noir, seules leurs ailes sont de couleur marron foncé (parfois avec des reflets bleutés). Ces couleurs vives sont conçues pour effrayer d’éventuels prédateurs via une stratégie d'aposématisme. 
La Pepsis a de petites pinces au bout de ses longues pattes pour s’agripper sur ses proies. La femelle possède un dard de 7 millimètres qui peut infliger l’une des piqûres les plus douloureuse au monde.

## Cycle de vie
La guêpe femelle va pondre un œuf dans l'abdomen d'une mygale après l'avoir paralysée avec sa piqûre. Le sexe de la larve dépendra de la fécondation de l’œuf : s’il est fécondé, la guêpe sera une femelle, dans le cas contraire un mâle. Lorsque la larve éclot, celle-ci va se nourrir de l'intérieur de la mygale en évitant les organes vitaux pour maintenir l’araignée en vie. Elle n’émergera de la mygale que lorsqu’elle deviendra adulte.
Pendant le reste de sa vie, la Pepsis est nectarivore et se nourrit parfois de fruit pourris.

## Sa piqûre
La piqûre de la Pepsis est considérée comme la deuxième plus douloureuse selon l'index Schmidt, la première étant la piqûre de la fourmi Paraponera.

Guêpe pepsis (Pepsis spp.). Insectarium du Muséum de Besançon.

Schmidt décrit cette douleur comme "rapide, atroce et implacable qui empêche de faire quoi que ce soit hormis crier de douleur". La Pepsis n'attaquera pas de son propre chef s’il n'y a eu aucune provocation au préalable. La douleur de la piqûre est relativement courte (environ 5 minutes). La piqûre est assez efficace pour permettre à la Pepsis de n’avoir quasiment aucun prédateur. Beaucoup d’animaux l’évitent.
Pour l'humain, la piqûre (hormis les cas d’allergie) n'est pas dangereuse et ne nécessite aucun traitement particulier. Elle provoque uniquement un point rouge à l'endroit de la piqûre. Celui-ci s’estompera au bout d'environ une semaine.

## Répartition
La guêpe Pepsis se trouve sur tout le continent américain, en Australie, en Afrique ainsi qu’en Inde et dans le sud-est asiatique.

## Liste d'espèces
- Pepsis angustimarginata Viereck
- Pepsis aquila Lucas
- Pepsis arizonica Banks
- Pepsis azteca Cameron
- Pepsis cerberus Lucas
- Pepsis chrysothemis Lucas
- Pepsis elegans Lepeletier
- Pepsis formosa (Say)
- Pepsis marginata Palisot de Beauvois
- Pepsis mexicana Lucas
- Pepsis mildei Stal
- Pepsis pallidolimbata Lucas
- Pepsis saphirus Palisot de Beauvois
- Pepsis thisbe Lucas
- Pepsis venusta Smith